# خوارواران
خْوَارْوَاران (Khvārvarān) كانت منطقة عسكرية تابعة للإمبراطورية الساسانية. شكلت الزراعة المروية المكثفة في مجرى نهر دجلة ونهر الفرات الأدنى وفروعهما مثل نهر ديالى ونهر كارون القاعدة الرئيسية للموارد في الإمبراطورية.

## أصل التسمية
لم يكن مصطلح العراق العربي مستخدمًا في ذلك الوقت. في منتصف القرن السادس، قسم كسرى أنوشيروان الإمبراطورية الساسانية إلى أربعة أرباع (أكواد). الربع الغربي كان يُدعى *خْوَارْوَاران* (Khvārvarān) وشمل معظم أراضي العراق الحديثة، وكان مقسمًا إلى مقاطعات ميشان، وأشورستان، وحدياب، وميديا. يُستخدم مصطلح العراق على نطاق واسع في المصادر العربية في العصور الوسطى للإشارة إلى المنطقة الواقعة في وسط وجنوب الجمهورية الحديثة كـمصطلح جغرافي وليس سياسيًا، مما لا يعني حدودًا دقيقة.
كانت منطقة العراق الحديث شمال تكريت تُعرف في العصر الإسلامي باسم الجزيرة، والتي تعني "الجزيرة" وتشير إلى "الجزيرة" الواقعة بين نهري دجلة والفرات. إلى الجنوب والغرب تقع صحاري الجزيرة العربية، التي سكنتها إلى حد كبير قبائل عربية أقرت في بعض الأحيان بسيادة الأباطرة الساسانيين.
حتى عام 602 م، كانت الحدود الصحراوية لإيران الكبرى محروسة من قبل ملوك المناذرة في الحيرة، الذين كانوا هم أنفسهم عربًا ولكنهم حكموا دولة عازلة مستقرة. في ذلك العام، ألغى الشاه كسرى الثاني (أبرويز) بتهور مملكة اللخميين وترك الحدود مفتوحة أمام غزوات البدو. إلى الشمال أكثر، كان الربع الغربي يحده الإمبراطورية البيزنطية. تبع الحدود تقريبًا حدود سوريا والعراق الحديثة واستمر شمالًا إلى تركيا الحديثة، تاركًا نصيبين (نصيبين الحديثة) كقلعة حدودية ساسانية بينما احتفظ البيزنطيون بـدارا وآمد (أميدا) القريبة (ديار بكر الحديثة).

## التنوع العرقي والديني
كان السكان مختلطين جدًا. كانت الطبقة العليا الأرستقراطية والإدارية في الغالب فارسية، وكانت المراكز الحضرية مزيجًا متنوعًا من الإيرانيين والناطقين بالآرامية، بينما كان السكان الريفيون يتألفون في الغالب من الأخيرين. كان هناك عدد من الطياريين (العرب)، معظمهم عاشوا كرعاة على الهوامش الغربية للأراضي المستقرة، لكن بعضهم عاش كسكان مدن، خاصة في الحيرة (الحيرة). بالإضافة إلى ذلك، كان هناك عدد كبير بشكل مدهش من اليونانيين، معظمهم من السجناء الذين تم أسرهم خلال الحملات الساسانية العديدة في الأراضي البيزنطية في سوريا.
قابل التنوع العرقي تعددية دينية. كانت دين الدولة الساسانية، الزرادشتية، محصورة إلى حد كبير بالإيرانيين. كان بقية السكان، وخاصة في بلاد ما بين النهرين والأجزاء الشمالية من البلاد، من المسيحيين. كانوا منقسمين بشدة بسبب الاختلافات العقائدية إلى مونوفيزيين (طبيعة واحدة للمسيح)، الذين ارتبطوا بالكنيسة اليعقوبية السورية، ونساطرة (طبيعتين للمسيح).
كان النساطرة، الذين اعتنقوا المسيحية في الأصل من عبادة آشور والمانوية، الأكثر انتشارًا وتقبلهم الأباطرة الساسانيون بسبب معارضتهم لمسيحيي الإمبراطورية الرومانية، الذين اعتبروا النساطرة مهرطقين. نُقل العديد من النساطرة إلى المقاطعات الجنوبية، جنوب الخليج العربي/الفارسي، مثل مشْماهيغ (Mishmāhig، البحرين والإمارات حاليًا)، وغَرّاي (Garrhae، الساحل السعودي للخليج حاليًا). نظر إلى المونوفيزيين بمزيد من الريع وتعرضوا للاضطهاد في بعض الأحيان، لكن كلا المجموعتين حافظتا على تسلسل كنسي هرمي، وكان للنساطرة مركز فكري مهم في نصيبين. كانت المنطقة المحيطة بمدينة بابل القديمة تضم الآن عددًا كبيرًا من اليهود، من نسل المنفيين في زمن العهد القديم والمعتنقين المحليين. بالإضافة إلى ذلك، في النصف الجنوبي من البلاد، كان هناك العديد من أتباع تعدد الآلهة البابلي القديم، وكذلك المندائيون (الصابئة) والغنوصيون.

## الانهيار والفتح الإسلامي
في أوائل القرن السابع، تعرضت استقرار وازدهار المجتمع متعدد الثقافات للتهديد بسبب الغزو. في عام 602، شن خسرو الثاني (أبرويز) آخر غزو إيراني كبير للإمبراطورية البيزنطية. في البداية، كان ناجحًا بشكل مذهل. سقطت سوريا ومصر، وهددت القسطنطينية نفسها. لاحقًا، بدأ المد يتحول، وفي 627-628، غزا البيزنطيون بقيادة الإمبراطور هرقل مقاطعة خْوَارْوَاران ونهبوا العاصمة الإمبراطورية في طيسفون (طيسفون). لم يبق الغزاة، لكن خسرو فقد مصداقيته، وعُزل وأُعدم.
ثم تلت ذلك فترة من القتال الداخلي بين الجنرالات وأفراد العائلة الإمبراطورية، مما ترك البلاد بلا قيادة واضحة. الفوضى أضرت أيضًا بأنظمة الري، وربما آنذاك عادت مساحات كبيرة في جنوب البلاد إلى مستنقعات، وهو ما بقيت عليه منذ ذلك الحين. كانت هذه الأرض المدمرة هي التي اتصل بها أول غزاة مسلمين.

## الفتح العربي وبداية العصر الإسلامي
يبدو أن أول صدام بين القبائل العربية البدوية المحلية والقوات الإيرانية كان في عام 634، عندما هُزم العرب في معركة الجسر. كانت هناك قوة من حوالي 5000 مسلم بقيادة أبي عبيد الثقفي، التي هزمتها القوات الإيرانية. في عام 637، هزمت قوة عربية أكبر بكثير، بقيادة سعد بن أبي وقاص، الجيش الإيراني الرئيسي في معركة القادسية ونهبت لاحقًا عاصمة الإمبراطورية الإيرانية، طيسفون. بحلول نهاية العام التالي (638)، كان المسلمون قد فتحوا المقاطعات الإيرانية الغربية (العراق الحديث)، وكان آخر أباطرة الساسانيين، يزدجرد الثالث، قد فر إلى وسط ثم شمال إيران، حيث قُتل في 651.
تبع الفتح الإسلامي هجرة جماعية للعرب من شرق الجزيرة العربية ومزون (عُمان) إلى خْوَارْوَاران. لم ينتشر الوافدون الجدد أو يستقروا في جميع أنحاء البلاد؛ بدلاً من ذلك، أسسوا مدينتين حاميتين جديدتين، في الكوفة، قرب بابل القديمة، وفي البصرة في الجنوب.
كان القصد أن يكون المسلمون مجتمعًا منفصلًا من المقاتلين وعائلاتهم يعيشون من الضرائب التي يدفعها السكان المحليون. بدأت الموصل تبرز كأهم مدينة وقاعدة للحاكم والجيش المسلم. باستثناء النخبة الإيرانية والكهنة الزرادشتيين الذين لم يعتنقوا الإسلام، والذين فقدوا حياتهم ومصادرة ممتلكاتهم، أصبح معظم الشعب الإيراني مسلمًا وسُمح لهم بالاحتفاظ بممتلكاتهم.
أصبحت خْوَارْوَاران الآن مقاطعة في الخلافة الإسلامية باسم جديد هو العراق.
في البداية، كانت عاصمة الخلافة في (المدينة المنورة)، ولكن بعد مقتل الخليفة الثالث، عثمان، في 656، جعل خليفته، ابن عم النبي وصهره علي، العراق قاعدته. ومع ذلك، في عام 661، قُتل علي في الكوفة، وانتقلت الخلافة إلى عائلة الأمويين المنافسة في الشام. أصبحت هذه المقاطعة الإيرانية الغنية مقاطعة تابعة على الرغم من كونها أغنى منطقة في العالم الإسلامي وتضم أكبر عدد من السكان المسلمين.